# Maria Ehrenberg
| Maria Ehrenberg      |                                                             |
|                      |                                                             |
| Die Wallfahrtskirche |                                                             |
| Ort                  | Kothen                                                      |
| Konfession           | römisch-katholisch                                          |
| Diözese              | Würzburg                                                    |
| Patrozinium          | Maria, Mutter der Barmherzigkeit                            |
| Baujahr              | 1522 hölzerne Kapelle, 1666 Steinkirche                     |
| Bautyp               | Saalkirche mit großem Freialtar an der Giebelseite im Osten |
| Funktion             | Wallfahrtskirche und Filialkirche                           |

Maria Ehrenberg ist ein im Truppenübungsplatz Wildflecken gelegener Marienwallfahrtsort auf dem 674 m hohen Ehrenberg in der fränkischen Rhön. Die Wallfahrtskirche ist ein Gemeindeteil des Markts Wildflecken in der Gemarkung Neuwildflecken.

## Geschichtliche Entwicklung

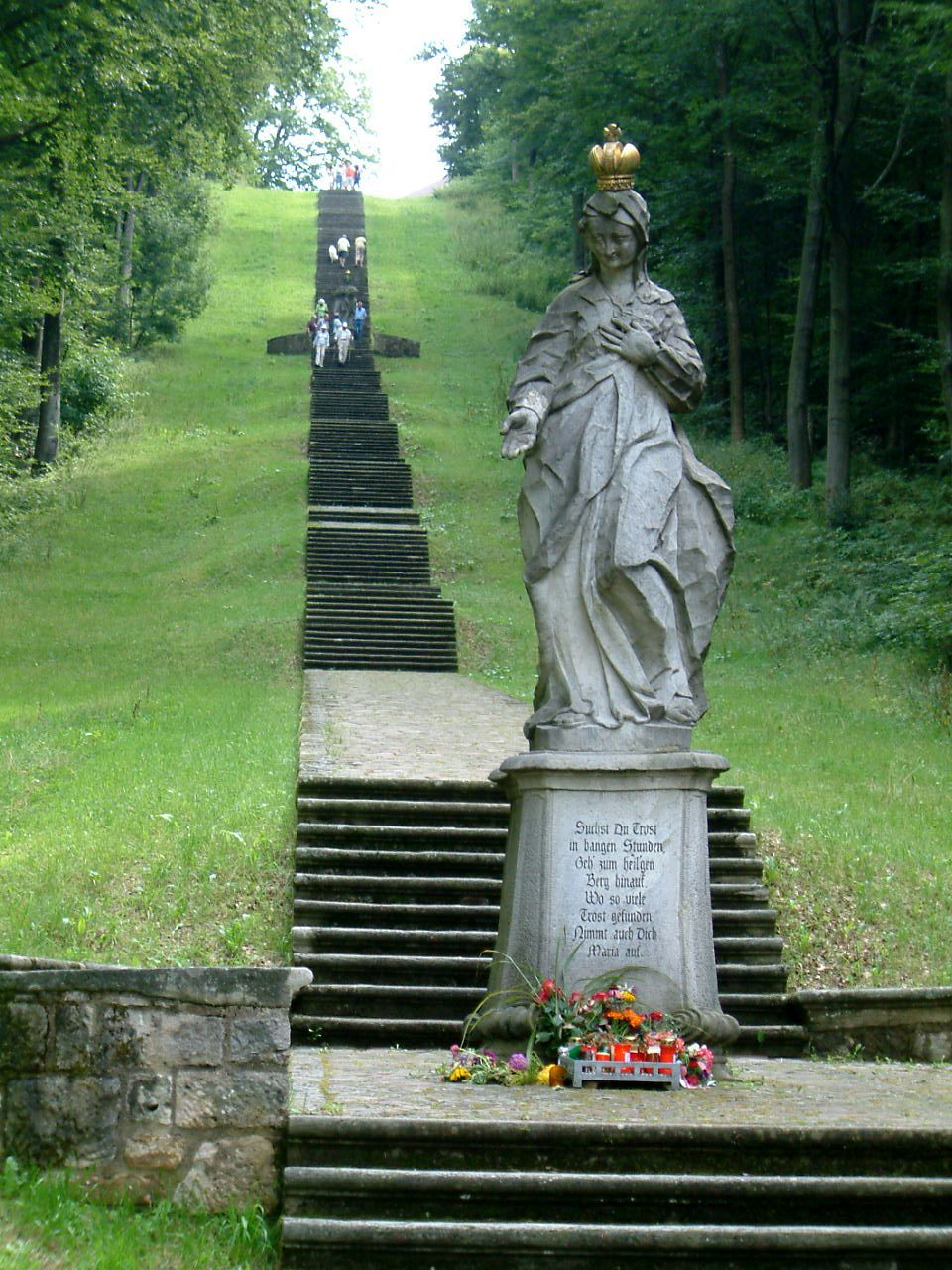
Wallfahrtskirche Maria Ehrenberg – Treppenaufgang mit Madonnenplastiken

Auf dem an der Westabdachung der Rhön gelegenen Ehrenberg errichtete die ehemalige Gemeinde Kothen 1521 einen Heiligenstock, der sich sofort eines großen Zulaufs von Pilgern aus der näheren Umgebung erfreute. Schon im darauf folgenden Jahr konnte aus Spendengeldern eine kleine hölzerne Kapelle errichtet werden. Das von einem unbekannten Holzschnitzer um 1400 geschaffene Gnadenbild stellte eine spätgotische Sitzmadonna mit dem Jesuskind dar. Die beginnenden Wallfahrten standen allerdings im Widerspruch zum aufkommenden Zeitgeist der Reformation, so dass sie nach kurzer Zeit beinahe wieder zum Erliegen gekommen wären. Nur durch die Unterstützung des Fürstabtes von Fulda konnte dies verhindert werden. 1666 ließ der Fürstabt Joachim von Gravenegg als Ersatz für die bisherige Holzkonstruktion eine steinerne Kapelle erbauen. Unter Fürstabt Placidus von Droste wurde das Bauwerk vollendet. Das heutige Langhaus wurde 1721 unter Adolf von Dalberg errichtet. 1736 begannen die Bauarbeiten für die barocke Treppenanlage, die mit ihren 254 Stufen bald die Bezeichnung „Himmelsleiter“ erhielt.
Im 19. Jahrhundert zog der Wallfahrtsort große Scharen von Pilgern nicht nur aus den umgebenden Teilen Frankens an, sondern auch von weither, unter anderem aus dem Spessart und von jenseits der Fulda.

## Das Gnadenbild

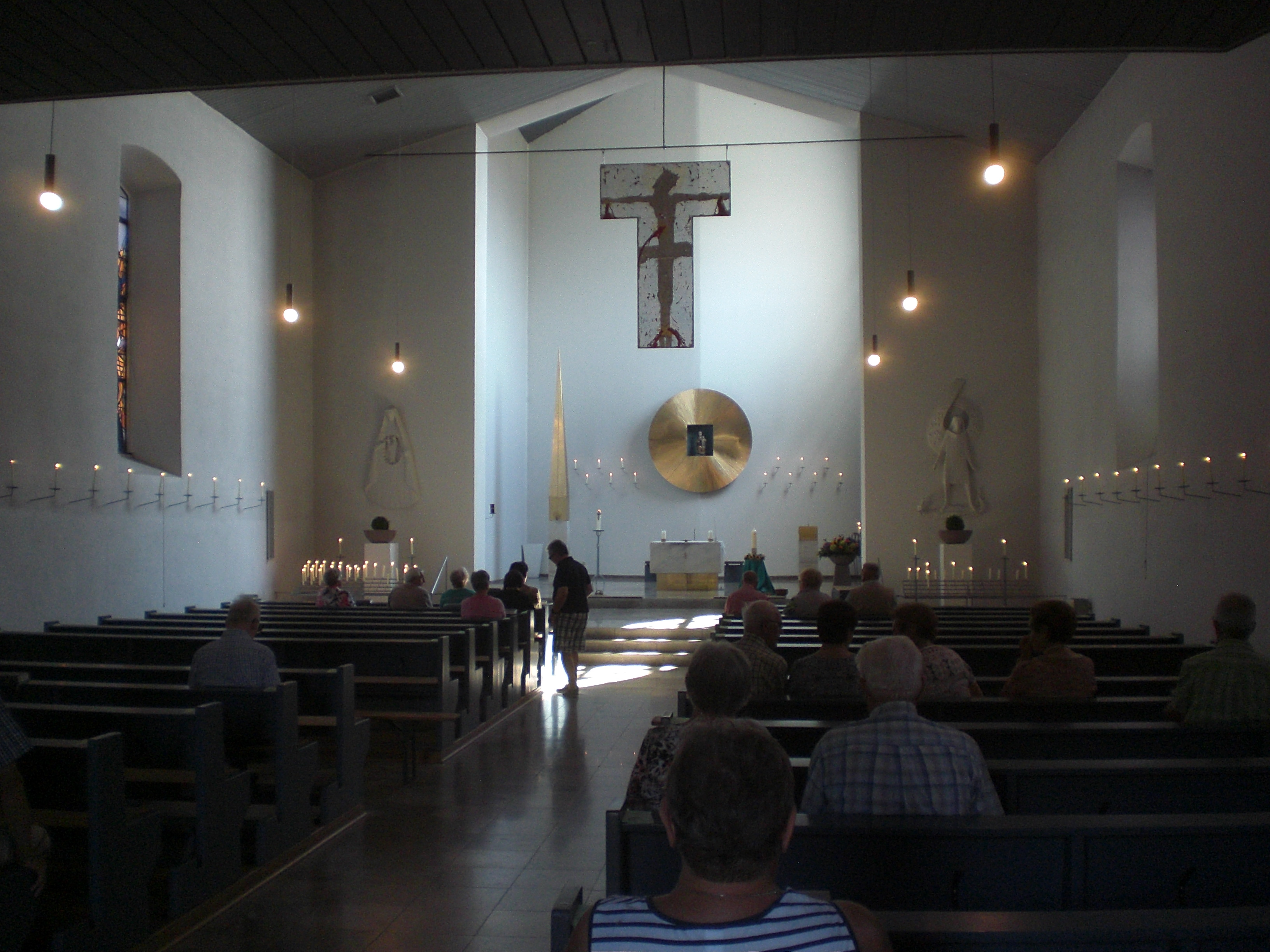
Das Kircheninnere

Mit der Innen- und Außenrenovierung 1999/2000 erfolgte eine künstlerische Neugestaltung und Ausstattung des Chor- und Altarraums sowie des Inneren der Wallfahrtskirche. Das Gnadenbild, bis dahin in einer schlichten Betonnische im Chorraum, ist nun von einer goldenen Scheibe umrahmt: „Die Frau, von der Sonne bekleidet, den Mond unter ihren Füßen, ein Kranz von zwölf Sternen auf ihrem Haupt“ (Offb 12,1). Neben dem Gnadenbild fällt die schlanke Tabernakelsäule, das „Zelt Gottes unter den Menschen“ (Offb 21,3) den Besuchern ins Auge.
Die 55 cm hohe Holzplastik wird zu bestimmen Anlässen wieder wie früher mit Prunkmantel und Krone bekleidet.
Eine erneute Schließung der Wallfahrtskapelle unter Fürstbischof Heinrich von Bibra und ein Verbot der Fuldaer Prozession im Jahre 1787 währte nur zwei Jahre.

## Neugliederung zwischen den Diözesen
Kothen war gemeinsam mit Werberg in die Pfarrei Motten eingegliedert worden. Seit dem Wiener Kongress 1816 kam das Oberamt Motten, das seit 1752 im Besitz des Bistums Fulda war, zum Bistum Würzburg, also von Hessen an Bayern. 1870 legte das Bezirksamt Brückenau fest, dass der Wallfahrtsort Maria Ehrenberg in Bayern liegt.

## Truppenübungsplatz
Für die Kirchenstiftung Maria Ehrenberg wurde am 9. Mai 1913 ein Erbbaurecht für die Kirche und die Zugangsstraße bestellt.
1937 war ein weiteres Schicksalsjahr für die Wallfahrten zu Maria Ehrenberg, als der Truppenübungsplatz Wildflecken gegründet und auch der Ehrenberg in das ca. 7400 Hektar große Gelände einbezogen wurde. Aufgrund des Gesetzes über die Landbeschaffung für Zwecke der Wehrmacht vom 29. März 1935 (RGBl. I S. 467 ff.) wurde zur Abwendung der Enteignung am 14. April 1939 ein Kaufvertrag zwischen der Katholischen Kirchenstiftung Maria Ehrenberg und dem Deutschen Reich, Reichsfiskus (Heer), geschlossen, wonach rückwirkend zum 1. April 1938 der Grundbesitz auf das Deutsche Reich überging und das Erbbaurecht für 47.500 Reichsmark abgelöst wurde.

## Ende der Wallfahrten 1941 und Wiederaufnahme 1949

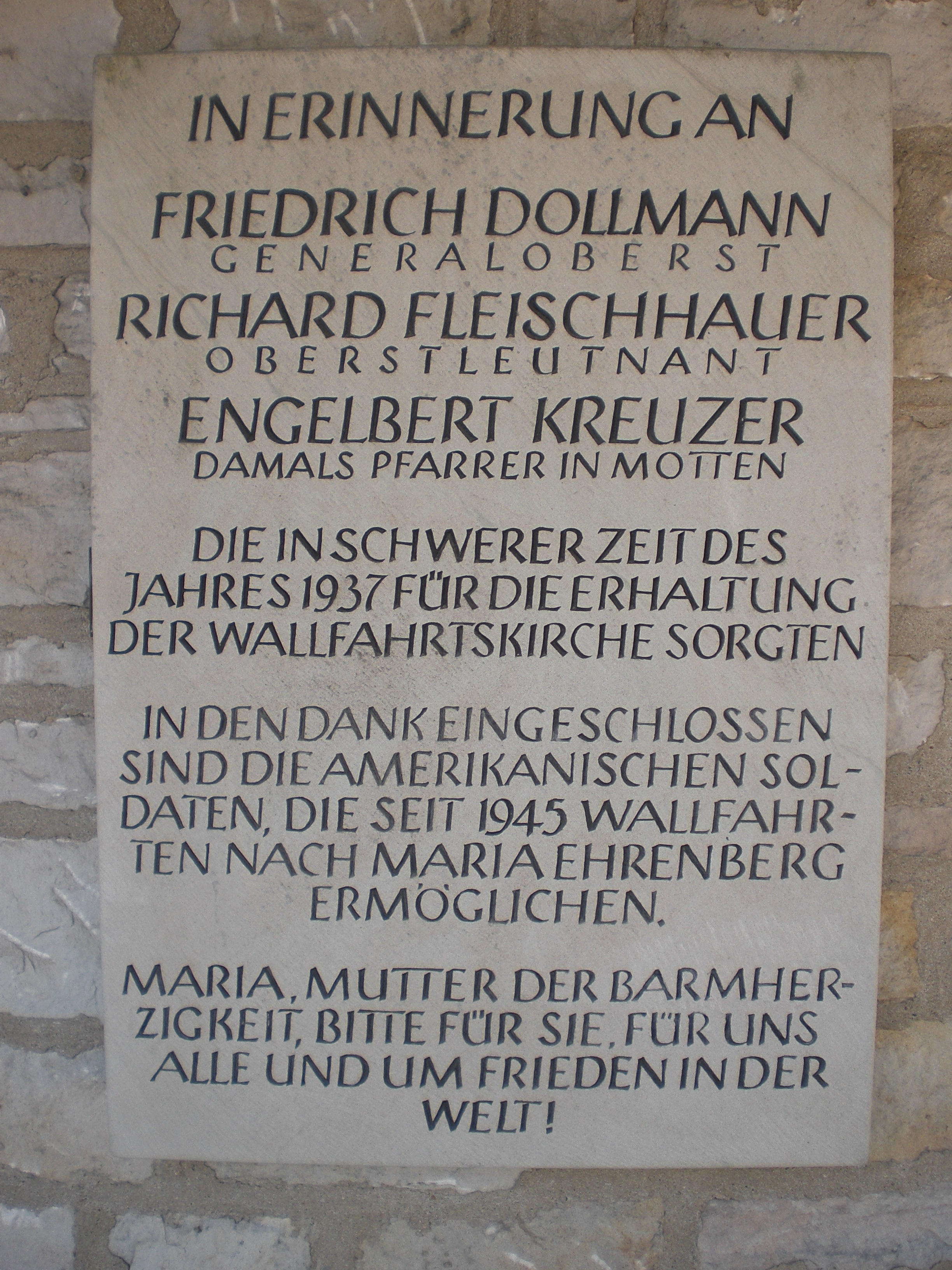
Denkwürdige Hinweistafel

Eine letzte kirchliche Feier fand am 10. Oktober 1937 mit mehr als 10.000 Pilgern aus Hessen und Franken statt. Die Bemühungen des Pfarrers von Motten, Engelbert Kreuzer, um den Fortbestand der Wallfahrten stießen jedoch beim Kommandanten des Truppenübungsplatzes, Oberstleutnant Richard Fleischhauer sowie Generaloberst Friedrich Dollmann, dem Kommandeur des IX. Armeekorps in Kassel, dem der Truppenübungsplatz Wildflecken diente, auf Verständnis, so dass die Wallfahrten noch bis 1941 stattfinden konnten. Auf einer Arbeitstagung der Sachbearbeiter für Kirchenangelegenheiten bei den Staatspolizeileitstellen im Reichssicherheitshauptamt am 22. und 23. September 1941 wurde u. a. auch festgelegt, die weitere Durchführung von Wallfahrten zu verbieten. Bis 1944 konnten daher nur noch Einzelpersonen auf den Ehrenberg gelangen.
Nach dem Ende des Dritten Reiches wurden die Wallfahrten wieder aufgenommen. Die Nutzung des Truppenübungsplatzes ab 1949 durch die US-Armee führte zwar zu Einschränkungen hinsichtlich der räumlichen und zeitlichen Zugangsmöglichkeiten, die Nutzung als Wallfahrtsstätte und Pilgerziel wurde jedoch nicht in Frage gestellt. Die Zahl der Pilger nahm wieder stark zu. Im Jahr 1957 pilgerten zum Hauptwallfahrtsfest Mariä Himmelfahrt am 14. und 15. August über 20.000 Wallfahrer auf den Ehrenberg. Die Nutzung der Wallfahrtsstätte im Truppenübungsplatz verlief im Großen und Ganzen reibungslos. Zu einem Eklat kam es allerdings am 15. August 1978, als die amerikanische Militärpolizei versuchte, die Wallfahrer zu einem vorzeitigen Verlassen des Geländes zu zwingen. Mit dem Abrücken der US-Armee im Juli 1994 übernahm die Bundeswehr den Truppenübungsplatz Wildflecken. Mittlerweile ist von Mai bis Oktober jeden Sonntag der Zugang zum nördlichsten Wallfahrtsort in Bayern möglich. Seit 2002 verläuft der Fränkische Marienweg nach Maria Ehrenberg.

## Entstehungssage und Bezeichnung
Nach der Sage geht die Wallfahrt auf ein Bild der Gottesmutter zurück, das ein Schäfer aus Kothen auf dem damals noch Orensberg genannten Ehrenberg fand. Die Verbringung in die Ortskirche misslang jedoch, da das Bild auf wundersame Weise jeweils immer wieder an den Fundort zurückkehrte. Der Schäfer befestigte daher auf der Kuppe des Orensberges das Bild zu Ehren Marias, von dem bald wundersame Erhörungen die Runde in der Umgebung machten.
Die Bezeichnung Ehrenberg bzw. Maria Ehrenberg leitet sich vom althochdeutschen erin ab, das so viel wie ‚ehern, fest, mächtig‘ bedeutet.

## Bauliche Entwicklung

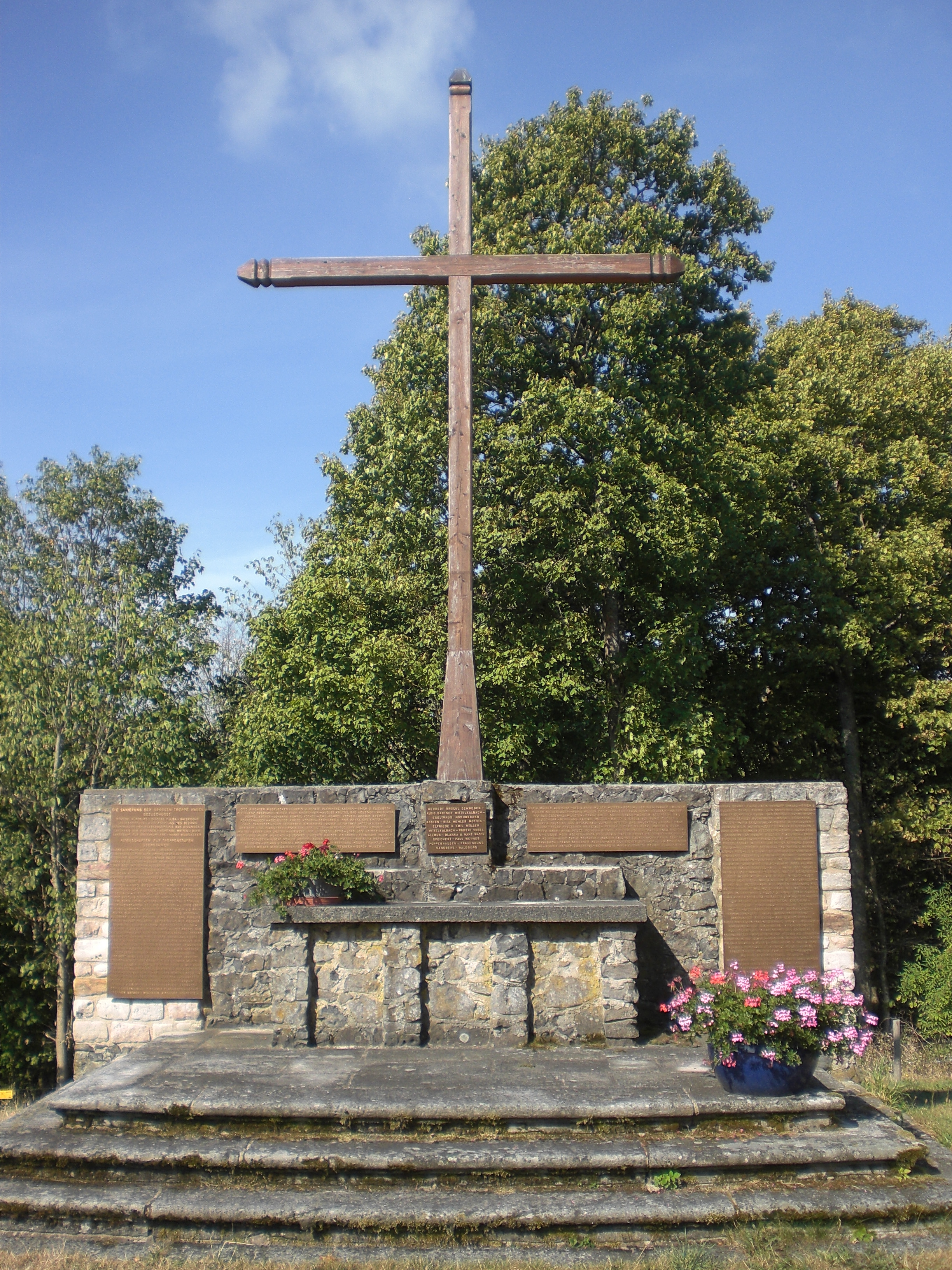
Der Alte Freialtar vor der Wallfahrtskirche

Nach Vollendung der ersten steinernen Kapelle 1694 wurde 1731 bis 1753 das Langhaus erweitert und die alte Kapelle als erhöht liegender Chorraum umgestaltet. Schon nach etwa 30 Jahren musste das fehlerhaft konstruierte Dach des Langhauses ersetzt werden. 1830/31, 1844 und 1856 waren weitere umfangreiche Reparaturarbeiten erforderlich. So wurden zur statischen Sicherung des in Bewegung gekommenen Langhauses vier bis zur Traufe reichende Strebepfeiler eingebaut. Auch an der Treppenanlage mit den drei barocken Madonnenplastiken von 1731 wurden in den Jahren 1751/52, 1785, 1795, 1838 und 1857 Bau- bzw. Sanierungsmaßnahmen durchgeführt.
Auch im 20. Jahrhundert waren Sanierungsarbeiten notwendig. So wurde in den 1950er-Jahren die seit hundert Jahren nicht mehr renovierte Kirche umfassend untersucht. Die typischen Witterungsbedingungen in den Hochlagen der Rhön und vor allem die ständigen Erschütterungen durch den Schieß- und Sprengbetrieb auf dem Truppenübungsplatz führten zu dem Befund, dass eine Sanierung des Chors nicht mehr möglich war. Er wurde 1958 abgebrochen und nach den Plänen des Würzburger Dombaumeisters Hans Schädel und des Architekten Walter Schilling durch einen Neubau mit quadratischem Grundriss ersetzt. Das Langhaus musste komplett saniert, das Gnadenbild restauriert und teilweise ergänzt werden.
Der neue Choranbau wurde als Ersatz für die Gnadenkapelle von 1666/95 errichtet sowie ein neuer Außenaltar für größere Gottesdienste. Ein Stromanschluss erfolgte. 1999/2000 folgte eine Innen- und Außenrenovierung mit künstlerischer Neugestaltung der Wallfahrtskirche. 2002 wurde nördlich des Chorbaus ein freistehender Turm zur Aufnahme der drei vorhandenen kleinen Glocken und von drei neuen Glocken, errichtet.

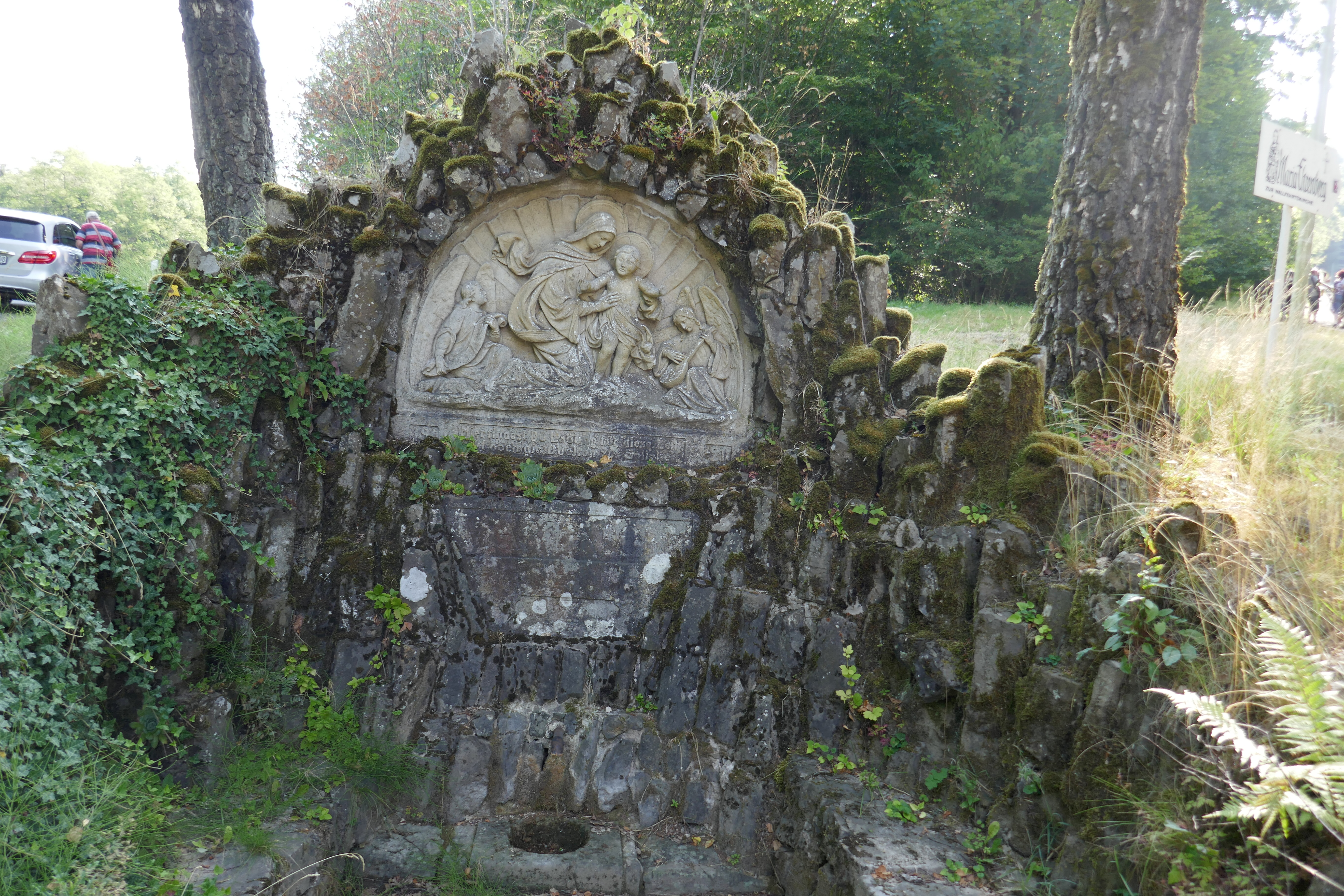
Der Marienborn
Die um 1750 gefasste Quelle vor dem Treppenaufgang zur Wallfahrtskapelle, der Marienborn, erhielt 1845 die noch vorhandene Steinfassung mit einem Sandsteinrelief.

## Neuer Außenaltar und Glockenturm

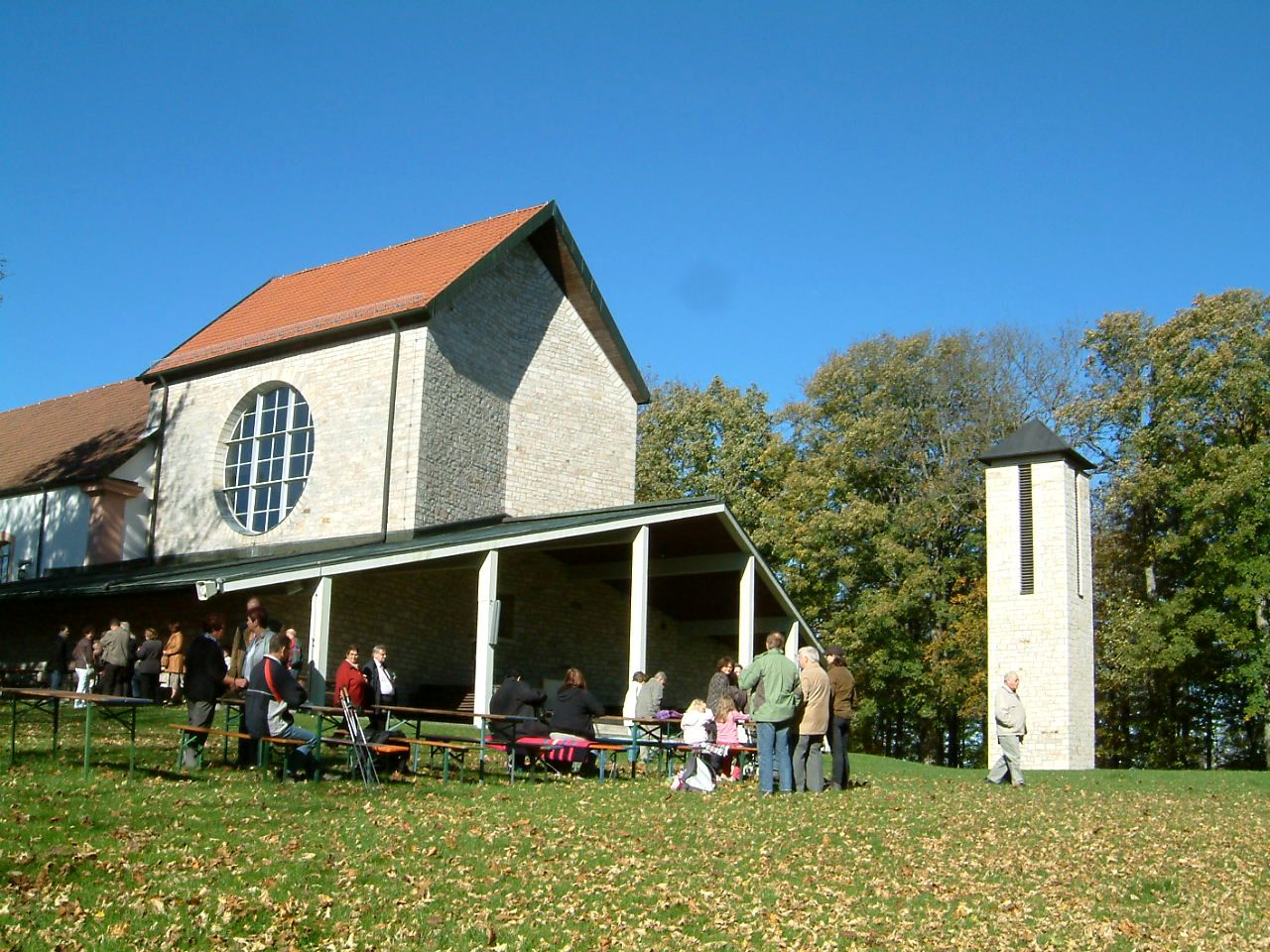
Für große Wallfahrtfeste steht der neue Außenaltar an der Ostseite des hohen Chores zur Verfügung. Der Glockenturm von 2002 im Hintergrund mit 6 Glocken – Sechsergeläute-. (rechts)

Die Grundsteinlegung für die Neu- und Umbauten fand am 25. September 1958 statt. Eine Neuerung stellte ein überdachter Freialtar östlich des Chors mit einem Platz für 10.000 bis 15.000 Pilger dar. Am 6. September 1959 konnte der Würzburger Bischof Josef Stangl das Werk weihen.
Die bislang letzte Rundumsanierung fand in den Jahren 1998 bis 2003 unter der Leitung des Architekten Dag Schröder, Schweinfurt, statt. Besonders auffallend ist die künstlerische Neuausstattung des Chors durch Friedrich Koller, Laufen. Neben einer überschlanken Tabernakelsäule fällt das nunmehr von einer goldenen Scheibe umrahmte Gnadenbild ins Auge. Nach Wegfall des Dachreiters bei der vorherigen Sanierung bestand für die vorhandenen Glocken keine Verwendungsmöglichkeit mehr. Erst der Neubau eines freistehenden Glockenturmes 2002 bietet nun ein sechsstimmiges Geläut für die Wallfahrer und Besucher von Maria Ehrenberg.

## Orgel der Wallfahrtskirche
Die Orgel der Wallfahrtskirche ist ein neobarockes Schleifladen-Instrument der Orgelbaufirma Gebr. Mann (Marktbreit) und wurde gegen Ende des 20. Jahrhunderts aufgestellt. Sie ersetzte die im Jahr 1857 erbaute Orgel des Würzburger Orgelbauers Baltasar Schlimbach und verfügt über folgende Disposition:
| I Manual C– |               |       |
|             | Prinzipal     | 8′    |
|             | Quintade      | 8′    |
|             | Rohrflöte     | 8′    |
|             | Prinzipal     | 4′    |
|             | Gemshorn      | 4′    |
|             | Flachflöte    | 2′    |
|             | Mixtur III–IV | 1 ⁄3′ |

| II Manual C– |              |       |
|              | Gedeckt      | 8′    |
|              | Weidenpfeife | 8′    |
|              | Nachthorn    | 4′    |
|              | Nasard       | 2 ⁄3′ |
|              | Oktav        | 2′    |
|              | Cimbel III   | 1⁄2′  |
|              | Krummhorn    | 8′    |
|              | Tremulant    |       |

| Pedal C– |           |     |
|          | Subbaß    | 16′ |
|          | Oktavbaß  | 8′  |
|          | Choralbaß | 4′  |
|          | Nachthorn | 2′  |

Koppeln: II/I, I/P, II/P.

## Einträge in der Liste der Baudenkmäler in Bayern
Bodendenkmal:
- Untertägige Teile der frühneuzeitlichen Kath. Wallfahrtskirche Maria Ehrenberg sowie Fundamente frühneuzeitlicher Vorgängerbauten.

Einzelbaudenkmäler:
- Wallfahrtskirche, Saalkirche, katholische Kirche Maria-Ehrenberg, tonnengewölbter Saalbau, 1731–52, Choranbau 1958–59 Hans Schädel; Reste der historischen Ausstattung; Gnadenbild, 14. Jh.
- Treppenaufgang zur Wallfahrtskirche mit drei Marienstandbildern auf Zwischenpodesten, 1731.
- „Marienborn“, Grottenbrunnen, 1845; vor dem Treppenaufgang zur Wallfahrtskirche.